# Nicole Bass
Nicole Bass-Fuchs (Middle Village, 10 de agosto de 1964 — 17 de fevereiro de 2017) foi uma lutadora e manager de luta livre e fisiculturista. Destacam-se as suas passagens pela Extreme Championship Wrestling, WWE e National Wrestling Alliance.

## Carreira
Bass estreou pela Extreme Championship Wrestling em 1998 e se aliou a Justin Credible e Jason. Na World Wrestling Federation, estreou como guarda-costas de Sable, na WrestleMania XV.
O seu primeiro PPV foi o Over the Edge 1999, onde fez tag team com Val Venis contra Debra Marshall e Jeff Jarrett, onde perdeu. Fez aliança com Ivory. Em seus últimos anos estava em circuitos independentes.
Bass sofreu um derrame em 16 de fevereiro de 2017, tendo morte cerebral decretada na mesma data. Tinha 52 anos.

## No wrestling
- Ataques
  - Gorilla press powerslam
  - Chokeslam
  - Powerbomb

- Foi manager de
  - Justin Credible
  - Sable
  - Val Venis
  - Ivory

- Músicas de entrada
  - "Wild Cat"
  - "Will You Be My Valentine?" (Instrumental)
  - "Basher"

## Títulos e prêmios
- National Wrestling Alliance
  - NWA New Jersey Women's Championship (1 vez)
  - NWA Worldwide Inter-Gender Championship (1 vez)